# Pic Matécho
Pic Matécho är en bergstopp i Franska Guyana (Frankrike). Den ligger i den centrala delen av landet, 150 km sydväst om huvudstaden Cayenne. Toppen på Pic Matécho är 555 meter över havet, eller 354 meter över den omgivande terrängen. Bredden vid basen är 8,4 km.
Terrängen runt Pic Matécho är platt åt nordost, men åt sydväst är den kuperad. Pic Matécho är den högsta punkten i trakten. Trakten runt Pic Matécho är nära nog obefolkad, med mindre än två invånare per kvadratkilometer. Det finns inga samhällen i närheten. I omgivningarna runt Pic Matécho växer i huvudsak städsegrön lövskog.